# Свешников, Алексей Георгиевич
Алексей Георгиевич Свешников (19 ноября 1924, Саратов — 4 июля 2022, Москва) — российский физик, специалист в области математической физики, доктор физико-математических наук, профессор, лауреат Государственной премии СССР (1976).

## Биография
Родился 19 ноября 1924 года в Саратове. Отец — Георгий Николаевич Свешников. Мать — Вера Константиновна Свешникова (Снитко).
Окончил московскую среднюю школу в 1941 году. Участник Великой Отечественной войны, в апреле 1945 года был тяжело ранен на 4-м Украинском фронте. Награждён орденами «Красная звезда» (1945) и «Отечественной войны 1 степени» (1985), медалью «За победу над Германией» (1945) и многими юбилейными медалями.
После демобилизации в 1945 году поступил на физический факультет Московского государственного университета имени М. В. Ломоносова, который окончил в 1950 году. После окончания университета до конца своих дней работал на физическом факультете МГУ.
Был членом КПСС.
Кандидат физико-математических наук (1953). Тема кандидатской диссертации: «Принцип излучения и единственность решения задач дифракции». Доктор физико-математических наук (1963). Тема докторской диссертации: «Методы исследования распространения колебаний в нерегулярных волноводах».
Профессор (1966). Заведующий кафедрой математики физического факультета МГУ (1971—1993). Был секретарем парткома физического факультета МГУ. Действительный член Российской академии естественных наук (1991).
Сыновья — Никита Алексеевич Свешников (27 февраля 1953 — 29 июля 1997) и Константин Алексеевич Свешников (19 августа 1956 — 4 ноября 2023) — тоже были физиками.

## Научная деятельность
Ученик А. Н. Тихонова. Развил эффективные алгоритмы исследования волноведущих систем, основанные на разработанных им проекционных методах решения широкого круга задач математической физики. Принимал активное участие в создании новых методов математического проектирования систем различного назначения. Работал над проблемой создания и алгоритмической реализации математических моделей физики плазмы и динамики сплошных сред, обратным задачам синтеза и распознавания многослойных оптических покрытий, прямым и обратным задачам теории дифракции и задачам распространения колебаний в волноведущих системах.

## Отзывы современников
Г. Г. Малинецкий: <…> студенты физфака знают, что математике у нас учат лучше, чем физике. Кафедра математики в зените. Ей заведует Алексей Георгиевич Свешников. Недавно мне довелось слышать похвалу: «Рядом с ним каждый чувствует себя особенным». В те добрые старые времена это относилось и к преподавателям кафедры, и к её студентам, и к их научным руководителям. Алексею Георгиевичу удавалось создавать атмосферу удачи, успеха, развития большой и удивительно интересной науки.

## Ученики
Подготовил 15 докторов и 45 кандидатов наук.

## Публикации
Автор свыше 400 научных работ, в том числе 6 монографий, монографических обзоров и 5 учебников и учебных пособий.

### Книги
1. Тихонов А. Н., Свешников А. Г. Теория функций комплексной переменной. — М.: Наука. 1-е изд. 1970 г.; 5-е изд. 1998 г. (переведена на английский и др. языки).
2. Тихонов А. Н., Васильева А. Б., Свешников А. Г. Дифференциальные уравнения. — М.: Наука. 1-е изд. 1980 г.; 3-е изд.1998 г. (переведена на английский и др. языки).
3. Свешников А. Г., Боголюбов А. Н., Кравцов В. В. Лекции по математической физике. — М.: Изд-во МГУ, 1993. ISBN 5-211-04899-7, ISBN 5-02-033541-X
4. Габов С. А., Свешников А. Г. Линейные задачи теории нестационарных внутренних волн. — М.: Наука, 1990.
5. Еремин Ю. А., Свешников А. Г. Метод дискретных источников в задачах электромагнитной дифракции. — М.: Изд-во МГУ, 1992.

## Награды
- Государственная Премия СССР (1976)
- Орден «Знак Почёта» (1976)
- Орден «Трудовое Красное Знамя» (1984)
- Заслуженный профессор МГУ (1994)
- Премия имени М. В. Ломоносова МГУ за педагогическую деятельность (1999)